# Lithacodia externa
Lithacodia externa là một loài bướm đêm trong họ Noctuidae.